# هورتون بی (میشیگان)
هورتون بی (به انگلیسی: Horton Bay) یک منطقهٔ مسکونی در ایالات متحده آمریکا است که در میشیگان واقع شده‌است. هورتون بی ۱۲٫۵ کیلومتر مربع مساحت و ۵۱۲ نفر جمعیت دارد و ۲۰۳٫۹۱ متر بالاتر از سطح دریا واقع شده‌است.